# Васенки (Афанасьєвський район)
Ва́сенки (рос. Васенки) — присілок у складі Афанасьєвського району Кіровської області, Росія. Входить до складу Гордінського сільського поселення.
Населення становить 129 осіб (2010, 147 у 2002).
Національний склад станом на 2002 рік — росіяни 100 %.